# Межирічка (притока Псла)
Межирічка — річка в Україні, у Сумському районі Сумської області. Права притока Псла (басейн Дніпра).

## Опис
Довжина річки приблизно 10 км.

## Розташування
Бере початок у селі Межиріч. Тече переважно на південний захід і у Михайлівці впадає у річку Псел, ліву притоку Дніпра.

## Цікавий факт
- Сучасна річка тече переважно серед системи іригаційних каналів.